# Elecciones a la Asamblea de Madrid de 1995
Las elecciones a la Asamblea de Madrid de 1995 se celebraron el domingo 28 de mayo, convocadas por decreto dispuesto el 3 de abril de 1995 y publicado en el Boletín Oficial de la Comunidad de Madrid el 4 de abril. Se eligieron los 103 diputados de la iv legislatura de la Asamblea de Madrid, mediante un sistema proporcional (método d'Hondt), con listas cerradas y un umbral electoral del 5 %.
El partido del presidente en funciones, Joaquín Leguina, volvió a quedar en segundo lugar, al igual que en 1991, con el Partido Popular como partido más votado. Sin embargo, en esta ocasión la suma de PSOE e IU no fue suficiente para Leguina y Alberto Ruiz-Gallardón fue investido segundo presidente de la historia de Madrid con los únicos votos del PP, que obtuvo mayoría absoluta.

## Resultados
Los resultados completos se detallan a continuación:
| Candidatura                                          | Candidatura                                          | Votos     | %                               | Escaños                         |
| ---------------------------------------------------- | ---------------------------------------------------- | --------- | ------------------------------- | ------------------------------- |
|                                                      | Partido Popular (PP)                                 | 1 476 442 | 50,98                           | 54                              |
|                                                      | Partido Socialista Obrero Español (PSOE)             | 860 726   | 29,72                           | 32                              |
|                                                      | Izquierda Unida (IU)                                 | 464 167   | 16,03                           | 17                              |
| Los Verdes-Grupo Verde (LV-GV)                       | Los Verdes-Grupo Verde (LV-GV)                       | 21 239    | 0,73                            | 0                               |
| Los Verdes Alternativos (LVA)                        | Los Verdes Alternativos (LVA)                        | 10 638    | 0,37                            | 0                               |
| Federación Plataforma Independientes de España (PIE) | Federación Plataforma Independientes de España (PIE) | 5368      | 0,19                            | 0                               |
| Partido Regional Independiente Madrileño (PRIM)      | Partido Regional Independiente Madrileño (PRIM)      | 3136      | 0,11                            | 0                               |
| Extremadura Unida (EU)                               | Extremadura Unida (EU)                               | 2379      | 0,08                            | 0                               |
| Unidad Ciudadana (UC)                                | Unidad Ciudadana (UC)                                | 2086      | 0,07                            | 0                               |
| Partido Obrero Revolucionario (POR)                  | Partido Obrero Revolucionario (POR)                  | 2066      | 0,07                            | 0                               |
| Partido Comunista de los Pueblos de España (PCPE)    | Partido Comunista de los Pueblos de España (PCPE)    | 2053      | 0,07                            | 0                               |
| Falange Española de las JONS (FE JONS)               | Falange Española de las JONS (FE JONS)               | 1853      | 0,06                            | 0                               |
| Plataforma Humanista (PH)                            | Plataforma Humanista (PH)                            | 1834      | 0,06                            | 0                               |
| Unidad Regional Independiente (URI)                  | Unidad Regional Independiente (URI)                  | 1636      | 0,06                            | 0                               |
| Falange Española Independiente (FEI)                 | Falange Española Independiente (FEI)                 | 1060      | 0,04                            | 0                               |
| Nuevo Partido Socialista (NPS)                       | Nuevo Partido Socialista (NPS)                       | 731       | 0,03                            | 0                               |
| Votos en blanco                                      | Votos en blanco                                      | 38 763    | 1,34                            | n/a                             |
| Votos válidos                                        | Votos válidos                                        | 2 896 177 | 100,00                          | 103                             |
| Votos nulos                                          | Votos nulos                                          | 10 964    | Participación: \| \| 70,39 % \| | Participación: \| \| 70,39 % \| |
| Votantes                                             | Votantes                                             | 2 907 141 | Participación: \| \| 70,39 % \| | Participación: \| \| 70,39 % \| |
| Electores                                            | Electores                                            | 4 129 852 | Participación: \| \| 70,39 % \| | Participación: \| \| 70,39 % \| |
|                                                      | 70,39 %                                              |           |                                 |                                 |

## Diputados electos
Relación de diputados electos.
| N.º | Nombre                                    | Lista | Lista |
| --- | ----------------------------------------- | ----- | ----- |
| 1   | Alberto Ruiz-Gallardón Jiménez            |       | PP    |
| 2   | Joaquín Leguina Herrán                    |       | PSOE  |
| 3   | Rosa María Posada Chapado                 |       | PP    |
| 4   | Pío García-Escudero Márquez               |       | PP    |
| 5   | Ángel Pérez Martínez                      |       | IU    |
| 6   | Jaime Lissavetzky Díez                    |       | PSOE  |
| 7   | Antonio Germán Beteta Barreda             |       | PP    |
| 8   | Jesús Pedroche Nieto                      |       | PP    |
| 9   | Francisco Cabaco López                    |       | PSOE  |
| 10  | Juan Van-Halen Acedo                      |       | PP    |
| 11  | Virginia Díaz Sanz                        |       | IU    |
| 12  | Dolores García-Hierro Caraballo           |       | PSOE  |
| 13  | Manuel Cobo Vega                          |       | PP    |
| 14  | María del Carmen Álvarez Arenas Cisneros  |       | PP    |
| 15  | Jorge Gómez Moreno                        |       | PSOE  |
| 16  | Pedro Luis Calvo y Poch                   |       | PP    |
| 17  | Adolfo de Luxán Meléndez                  |       | IU    |
| 18  | María Teresa de Lara Carbó                |       | PP    |
| 19  | Pedro Feliciano Sabando Suárez            |       | PSOE  |
| 20  | Pedro Núñez Morgades                      |       | PP    |
| 21  | Luis María Huete Morillo                  |       | PP    |
| 22  | Alejandro Lucas Fernández Martín          |       | PSOE  |
| 23  | María Luisa Sánchez Peral                 |       | IU    |
| 24  | José López López                          |       | PP    |
| 25  | María Helena Almazán Vicario              |       | PSOE  |
| 26  | José Martín Crespo Díaz                   |       | PP    |
| 27  | Francisco Javier Rodríguez Rodríguez      |       | PP    |
| 28  | Carmen Ferrero Torres                     |       | PSOE  |
| 29  | Mariano Gamo Sánchez                      |       | IU    |
| 30  | Cristina Cifuentes Cuencas                |       | PP    |
| 31  | Carlos María Mayor Oreja                  |       | PP    |
| 32  | Juan Antonio Barrios de Penagos           |       | PSOE  |
| 33  | Ismael Bardisa Jordá                      |       | PP    |
| 34  | Juan Antonio Ruiz Castillo                |       | PSOE  |
| 35  | Tomás Pedro Burgos Beteta                 |       | PP    |
| 36  | Juan Ramón Sanz Arranz                    |       | IU    |
| 37  | Sandra Sue Myers Brown                    |       | PP    |
| 38  | Ramón Espinar Gallego                     |       | PSOE  |
| 39  | José Antonio Bermúdez de Castro Fernández |       | PP    |
| 40  | Luis Manuel Partida Brunete               |       | PP    |
| 41  | Adolfo Gilaberte Fernández                |       | IU    |
| 42  | Virgilio Cano de Lope                     |       | PSOE  |
| 43  | José María Román Ugarte                   |       | PP    |
| 44  | Fermín Lucas Giménez                      |       | PP    |
| 45  | Adolfo Piñedo Simal                       |       | PSOE  |
| 46  | María Teresa García-Siso Pardo            |       | PP    |
| 47  | Juan Antonio Candil Martín                |       | PP    |
| 48  | Ginés Meléndez González                   |       | PSOE  |
| 49  | José María de Federico Corral             |       | PP    |
| 50  | Roberto Sanz Pinacho                      |       | PP    |
| 51  | Eulalia García Sánchez                    |       | PSOE  |
| 52  | Cándida O'Shea Suárez Inclán              |       | PP    |
| 53  | Miguel Ángel Bilbatúa Pérez               |       | IU    |
| 54  | Juan Soler-Espiauba Gallo                 |       | PP    |
| 55  | Elena Vázquez Menéndez                    |       | PSOE  |
| 56  | Fernando Utande Martínez                  |       | PP    |
| 57  | Fernando Abad Bécquer                     |       | PSOE  |
| 58  | Juan Andrés Naranjo Escobar               |       | PP    |
| 59  | Marina María González Izquierdo           |       | IU    |
| 60  | Pedro Argüelles Salaverría                |       | PP    |
| 61  | Antonio Chazarra Montiel                  |       | PSOE  |
| 62  | Pilar Busó Borús                          |       | PP    |
| 63  | Luis Ángel Gutiérrez-Vierna Espada        |       | PP    |
| 64  | Miryam Álvarez Páez                       |       | PSOE  |
| 65  | Julio Setién Martínez                     |       | IU    |
| 66  | Victorino Ramón Rosón Ferreiro            |       | PP    |
| 67  | Jesús Adriano Valverde Bocanegra          |       | PP    |
| 68  | Agapito Ramos Cuenca                      |       | PSOE  |
| 69  | Alejandro Sanz Peinado                    |       | PP    |
| 70  | Modesto Nolla Estrada                     |       | PSOE  |
| 71  | Blanca Nieves de la Cierva de Hoces       |       | PP    |
| 72  | José Nieto Cicuéndez                      |       | IU    |
| 73  | José Luis Álvarez de Francisco            |       | PP    |
| 74  | Luis Miguel Maza Alcázar                  |       | PSOE  |
| 75  | Paloma Fernández-Fontecha Torres          |       | PP    |
| 76  | María Gádor Ongil Cores                   |       | PP    |
| 77  | Armando García Martínez                   |       | PSOE  |
| 78  | Luis Miguel Sánchez Seseña                |       | IU    |
| 79  | Jorge Tapia Sáez                          |       | PP    |
| 80  | María Luz Martín Barrios                  |       | PSOE  |
| 81  | Tomás Casado González                     |       | PP    |
| 82  | Francisco Javier Espadas López-Terradas   |       | PP    |
| 83  | Jaime Ramón Ruiz Reig                     |       | IU    |
| 84  | José Manuel Franco Pardo                  |       | PSOE  |
| 85  | José Luis Moreno Casas                    |       | PP    |
| 86  | Esteban Parro del Prado                   |       | PP    |
| 87  | Jesús Zúñiga Pérez-Lemaur                 |       | PSOE  |
| 88  | Manuel Troitiño Pelaz                     |       | PP    |
| 89  | Carlos Paíno Capón                        |       | IU    |
| 90  | María Esther García Romero-Nieva          |       | PP    |
| 91  | Margarita Alba García                     |       | PSOE  |
| 92  | Luis del Olmo Flórez                      |       | PP    |
| 93  | María Isabel López Navarro                |       | PSOE  |
| 94  | Paloma García Romero                      |       | PP    |
| 95  | Luisa María Teresa Biehn Cañedo           |       | IU    |
| 96  | Sonsoles Trinidad Aboín Aboín             |       | PP    |
| 97  | Saturnino Zapata Llerena                  |       | PSOE  |
| 98  | Miguel Ángel Villanueva González          |       | PP    |
| 99  | Pedro Muñoz Abrines                       |       | PP    |
| 100 | Javier Ledesma Bartret                    |       | PSOE  |
| 101 | Benjamín Martín Vasco                     |       | PP    |
| 102 | Julio Misiego Gascón                      |       | IU    |
| 103 | Henar Corbi Murgui                        |       | PSOE  |

## Acontecimientos posteriores
Investidura del presidente de la Comunidad de Madrid
| Candidato                   | Fecha                                                    | Voto       |    |    |    | Total  |
| --------------------------- | -------------------------------------------------------- | ---------- | -- | -- | -- | ------ |
| Alberto Ruiz-Gallardón (PP) | 28 de junio de 1995 Mayoría requerida: Absoluta (52/103) | Sí         | 54 |    |    | 54/103 |
| Alberto Ruiz-Gallardón (PP) | 28 de junio de 1995 Mayoría requerida: Absoluta (52/103) | No         |    | 32 | 17 | 49/103 |
| Alberto Ruiz-Gallardón (PP) | 28 de junio de 1995 Mayoría requerida: Absoluta (52/103) | Abstención |    |    |    | 0/103  |